# Koshiki Kinoshita
Koshiki Kinoshita (Japans: 木下航志) (Satsumasendai, 8 mei 1989) is een Japanse muzikant en componist. Hij wordt ook wel de ''Japanse Stevie Wonder'' genoemd, aangezien hij van jongs af aan blind is aan de gevolgen van prematurenretinopathie. In 1997 begon hij met straatoptredens, waarna hij in 1999 geïntroduceerd werd aan de massamedia. In 2002 trad hij op in New York met een echte gospelband. In 2004 componeerde hij het NHK-themanummer voor de Paralympische Zomerspelen 2004 in Athene, Challenger. In 2005 nam hij deel aan het eerste deel van de Japanweek op Expo 2005 in de EXPO Dome in Aichi, Japan. Hij heeft ook succesvolle solo-optredens gehad in Osaka Cat en Tokyo Duo Music Exchange.

## Discografie

### Albums
| Jaar | Titel              | Details                                                                   |
| ---- | ------------------ | ------------------------------------------------------------------------- |
| 2006 | 絆 (Engels: Bonds) | - Releasedatum: 1 februari 2006 - Label: Yoshimoto Music Co. (YRCN-11071) |
| 2007 | Voice              | - Releasedatum: 28 maart 2007 - Label: Yoshimoto Music Co. (YRCN-11093)   |
| 2008 | We Got Rhythm      | - Releasedatum: 16 juli 2008 - Label: Yoshimoto Music Co. (YRCI-95001)    |
| 2011 | Koshi              | - Releasedatum: 28 oktober 2011 - Label: High Wave (HICC-3325)            |
| 2014 | Wonderful World    | - Releasedatum: 3 december 2014 - Label: Somethin' Cool (SCOL-1007)       |